# Phường 11, Quận 5
Phường 11 là một phường thuộc Quận 5, Thành phố Hồ Chí Minh, Việt Nam.
Phường 11 có diện tích 0,31 km², dân số năm 2021 là 11.660 người,  mật độ dân số đạt 37.612 người/km².